# Eugène Devic
Eugène Devic (ur. 24 października 1858 w La Cavalerie, zm. 1930) – francuski lekarz neurolog. Na jego cześć nazwana została choroba Devica.
Studiował medycynę w Lyonie, jego nauczycielem był Léon Bouveret (1850–1929). Praktykował w szpitalach Hôpital de la Croix-Rousse i Hôtel-Dieu de Lyon.
Zajmował się m.in. glejakami mózgu, guzami spoidła wielkiego, pląsawicą u dzieci, a także psychicznymi powikłaniami duru. 
W 1894 razem ze swoim studentem Fernandem Gaultem opisał odmianę stwardnienia rozsianego, znaną dziś jako zespół Devica. 